# Premio Comisso
El Premio Literario Giovanni Comisso Región del Véneto - Ciudad de Treviso es un premio literario italiano que se otorga anualmente en Treviso a una obra de ficción italiana y una obra biográfica. También se otorga a obras de autores extranjeros siempre que estén traducidas y editadas en Italia, publicadas en el año en el cual se convoca el premio. La convocatoria se lleva a cabo por iniciativa de la Associazione Amici di Comisso. El nombre del premio es un homenaje al escritor Giovanni Comisso.

## Historia
El premio literario Giovanni Comisso surgió en Treviso en 1979 gracias al interés de un grupo de amigos del escritor Giovanni Comisso, cuando se cumplían diez años de su muerte. La primera edición se dedicó a la ficción, a la que se añadió desde la tercera edición, en 1981, una sección dedicada a la biografía. El premio se propone promover el conocimiento de la obra de Giovanni Comisso: para este fin, a partir de las primeras ediciones, han colaborado los estudiantes de la escuela secundaria, distribuyendo más de 40,000 libros de los trabajos de Comisso en las escuelas italianas e involucrando también a estudiantes de lengua italiana en universidades extranjeras. 
Durante 16 años el premio fue presidido por Bruno Visentini y tuvo como madrina a Giulietta Masina. Sucesivamente fue presidido por Cino Boccazzi, Neva Agnoletti y desde 2016 por Ennio Bianco. El premio cuenta con el apoyo de la Región del Véneto, el Ayuntamiento de Treviso, la Cámara de Comercio de Treviso - Belluno y, desde la primera edición, de Assindustria Veneto Centro (con anterioridad: Unindustria Treviso), así como con un grupo de empresas que son amigas del Premio Comisso.

## Obras premiadas
2024
- Fiction: "Di cosa è fatta la speranza" de Emmanuel Exitu
- Biografía: "Adelaida" de Adrian Bravi
- Under 35: "Nella stanza dell'imperatore" de Sonia Aggio
- Premio a la carrera para escritores venecianos: Patrizia Valduga

2023
- Fiction: "Arrocco siciliano" de Costanza DiQuattro
- Biografía: "La Sibilla. Vita di Joyce Lussu" di Silvia Ballestra
- Under 35: "Cieli in fiamme" de Mattia Insolia
- Premio a la carrera para escritores venecianos: Ferdinando Camon

2022
- Fiction: Il digiunatore de Enzo Fileno Carabba
- Biografía: Belle Green de Alexsandra Lapierre
- Under 35: L'orchestra rubata di Hitler de Silvia Montemurro

2021
- Fiction: Pianura de Marco Belpoliti
- Biografía: Al cuore dell'Impero. Napoleone e le sue donne fra sentimento e potere de Alessandra Necci
- Under 35: Lingua Madre de Maddalena Fingerle

2020
- Fiction: Figlio del lupo de Romana Preti
- Biografía: Margaret Thatcher. Biografia della donna e della politica de Elisabetta Rosaspina
- Under 35: Libro del Sole de Matteo Trevisani

2019
- Ficción: Icarus. Ascesa e caduta de Raul Gardini de Matteo Cavezzali
- Biografía: Leo Longanesi. Una vita controcorrente de Franco Gàbici
- Under 35: Dai tuoi occhi solamente de Francesca Diotallevi

2018
- Ficción: La casa dei bambini, de Michele Cocchi
- Biografía: Bobi Bazlen. L’ombra de Trieste, de Cristina Battocletti

2017
- Ficción: Lo spregio, de Alessandro Zaccuri
- Biografía: Vite minuscole, de Pierre Michon

2016
- Ficción: Questa vita tuttavia mi pesa molto de Edgardo Franzosini
- Biografía: Di questo amore non si deve sapere de Ritanna Armeni

2015
- Ficción: L’affare Vivaldi de Federico Maria Sardelli
- Biografía: La ragazza delle camelie. Vita e leggenda de Marie Duplessis de Julie Kavanagh

2014
- Ficción: Ultimo viaggio de Odoardo Bevilacqua de Alberto Cristofori
- Biografía: Ernst Jünger. Una vita lunga un secolo de Heimo Schwilk

2013
- Ficción: Giallo d’Avola de Paolo de Stefano
- Biografía: Dante. Il romanzo della sua vita de Marco Santagata

2012
- Ficción: Villa Gradenigo, de Giuseppe Bevilacqua
- Biografía: Vita de Giorgio Labò, de Pietro Boragina

2011
- Ficción: Non tutti i bastardi sono de Vienna, de Andrea Molesini
- Biografía:  Lorenzo Da Ponte. Una vita fra musica e letteratura 1749 – 1838, de Lorenzo Della Cha

2010
- Ficción: Spavento de Domenico Starnone
- Biografía: Jacopo Tintoretto e i suoi figli. Storia de una famiglia veneziana de Melania G. Mazzucco

2009
- Ficción: Bianco de Marco Missiroli
- Biografía: Ossa de Berdicev. La vita e il destino de Vasilij Grossman de John y Carrol Garrard

2008
- Ficción: Re in fuga. La leggenda de Bobby Fischer de Vittorio Giacopini
- Biografía: La vita e i tempi de Petrarca de Karlheinz Stierle

2007
- Ficción: Fai de te la notte de Giorgio Scianna
- Biografía: Ravel de Jean Echenoz

2006
- Ficción: Il passato davanti a noi, de Bruno Arpaia
- Biografía: Possiedo la mia anima, de Nadia Fusini

2005
- Ficción: E’ stato il figlio, de Roberto Alajmo
- Biografía: I migliori anni della nostra vita de Ernesto Ferrero

2004
- Ficción: La straduzione, de Laura Pariani
- Biografía: James Joyce, de John McCourt

2001
- Ficción: Conclave de Roberto Pazzi
- Biografía: Thomas Moore. Una sfida alle modernità de Peter Ackroid

2000
- Ficción: La straniera de Younis Tawfik
- Biografía: Tempi de malafede de Sandro Gerbi

1998
- Ficción: Il talento de Cesare De Marchi
- Biografía: Abert Camus: una vita de Oliver Todd
- Literatura de viajes: Il cammello battriano de Stefano Malatesta

1997
- Ficción: Perros de Espana de Fabrizio Dentice
- Biografía: Georges Simenon de Stanley G. Eskin

1996
- Ficción: Le stagioni de Giacomo de Mario Rigoni Stern
- Biografía: Hitler e Stalin: Vite parallele de Alan Bullock

1995
- Ficción: Le maschere de Luigi Malerba
- Biografía: Il bottone de Puskin de Serena Vitale

1994
- Ficción: Nemici de famiglia de Maria Brunelli
- Biografía: Cara Eleonora de Maria Antonietta Macciocchi
- Poesía: Lume dei tuoi misteri de Giovanni Giudici

1993
- Ficción: Il ritratto della Gioconda de Sergio Ferrero
- Biografía: Darwin de Adrian Desmond y James Moore

1992
- Ficción: Ultime isole de Paolo Barbaro
- Biografía: Il lungo freddo de Miriam Mafai

1991
- Ficción: Vento largo de Francesco Biamonti
- Biografía: Stendhal de Michel Crouzet

1990
- Ficción: La cattiva figlia de Carla Cerati

1989
- Ficción: L’estate del ’42 de Renzo Zorzi
- Biografía: Maria Antonietta de Joan Haslip

1988
- Ficción: L’oro del mondo de Sebastiano Vassalli
- Biografía: Chaplin: la vita e l'arte de David Robinson

1987
- Ficción: Egnocus e gli efferati de Fabrizio Dentice
- Biografía: La vita in fiamme de Anthony Burgess

1986
- Ficción: Atlante occidentale de Daniele Del Giudice
- Biografía: Il cavaliere dei Rossomori de Giuseppe Fiori

1985
- Ficción: Piccoli equivoci senza importanza de Antonio Tabucchi
- Biografía: San Francesco de Julien Green

1984
- Ficción: La pioggia tiepida de Tonino Guerra
- Biografía: La vita de Karen Blixen de Judith Thurmann
- Poesía: Lume dei tuoi misteri de Giovanni Giudici

1983
- Ficción: L’eleganza è frigida de Goffredo Parise
- Biografía: Borges de Emir Rodríguez Monegal

1982
- Ficción: Stramalora de Gian Antonio Cibotto
- Biografía: Italo Svevo de Enrico Ghidetti

1981
- Ficción: Treno de panna de Andrea De Carlo
- Biografía: Italo Svevo de Enrico Ghidetti

1980
- Ficción: Il sorriso de Giulia de Luca Canali

1979
- Ficción: Il Giorno del giudizio de Salvatore Satta
- Cuentos: Racconti della Contea de Levante de Paolo Bertolani